# Marc Bulger
Pour les articles homonymes, voir Bulger.
(en) Statistiques sur pro-football-reference
Marc Bulger, né le 5 avril 1977 à Pittsburgh (Pennsylvanie), est un joueur américain de football américain aujourd'hui retraité, qui évoluait au poste de quarterback.

## Biographie

### Carrière universitaire
Il effectua sa carrière universitaire avec les Mountaineers de la Virginie-Occidentale.

### Carrière professionnelle
Il a été repêché au 6e tour en 2000 par les Saints de La Nouvelle-Orléans.
Sa carrière commence réellement en 2002 avec ses premiers matchs en NFL avec les Rams de Saint-Louis, où il prend purement et simplement la place de Kurt Warner. Il est par la suite honoré de deux invitations au Pro Bowl, en 2003 (où il termine MVP du match) et en 2006.
Après un passage d'un an chez les Ravens de Baltimore, où il sert de doublure à Joe Flacco, il prend sa retraite à la fin de la saison 2010.

## Palmarès

### Universitaire
- 1998 : 8e de NCAA à la passe

### NFL
- Pro Bowl : 2003, 2006